# Berry Hill
Berry Hill es una localidad situada en Gloucestershire, Inglaterra (Reino Unido). Según el censo de 2021, tiene una población de 2200 habitantes.